# Rogers, Nebraska
Rogers är en ort (village) i Colfax County i Nebraska. Vid 2010 års folkräkning hade Rogers 95 invånare.